# NGC 1627
NGC 1627 (również PGC 15675) – galaktyka spiralna (Sc), znajdująca się w gwiazdozbiorze Erydanu. Odkrył ją Lewis A. Swift 22 grudnia 1886 roku.